# ルーカス・オンライン
ルーカス・オンライン（Lucas Online）は、アメリカのルーカスフィルム（ウォルト・ディズニー・スタジオ）の子会社でeコマースに関連、ウェブサイトを運営している。

## 概要
1997年に設立されたこの会社は、インターネットなどのオンライン関係を利用しているウェブテクノロジを早い時期から採用していた。
現在ルーカス・オンラインの事業内容は「starwars.com」の運営、更新やその他のルーカスフィルムに関係しているウェブサイト管理に関わっている。